# Hugo Orlando Infante
Hugo Orlando Infante (Santiago del Estero, 15 de marzo de 1948 - ib., 30 de diciembre de 2018), fue un político argentino que se desempeñó como intendente de su ciudad natal entre 2009 y 2017 y como diputado nacional por la Provincia de Santiago del Estero desde 2017 hasta su fallecimiento.

## Reseña biográfica
Desde joven militó en la UCR y fue empleado de la municipalidad de Santiago del Estero, llegando a ocupar diversos cargos desde 1998 hasta el año 2000. En 2002 fue elegido como edil del Concejo Deliberante de la ciudad de Santiago del Estero y en 2005 se adhirió al Frente Cívico por Santiago, liderado por Gerardo Zamora.
El 6 de julio de 2009, siendo presidente del Concejo Deliberante, fue elegido por dicho cuerpo como intendente interino de la ciudad, en reemplazo de Julio Alegre que había renunciado al cargo.
Tras completar el mandato de Alegre, fue elegido como intendente el 5 de septiembre de 2010 con el 43% de los votos, jurando el cargo el 31 de octubre de ese año. Fue reelegido el 30 de agosto de 2014, esta vez con el 48% de los votos.
En 2017, se postuló como diputado nacional en las elecciones legislativas de ese año, integrando el tercer lugar de la lista de diputados nacionales por el Frente Cívico por Santiago. Dicho partido logró el 69% de los votos, por lo que Infante ganó el escaño y debió renunciar al cargo de intendente para asumir como legislador nacional el 10 de diciembre de ese año.
Falleció en su casa el 30 de diciembre de 2018, por un paro cardíaco.
El 7 de mayo de 2019, mediante la ordenanza N° 5665/19 del Concejo Deliberante santiagueño, fue declarado "vecino distinguido post mortem".